# 突撃隊体力検定章
突撃隊体力検定章（SA-Sportabzeichen）は、ナチス・ドイツの勲章である。
1933年から1945年の間に突撃隊（SA）の体力検定章として発行された。デザインは、高さ57mmの剣が中心につき、その下にハーケンクロイツが重ねられ、外縁をオークの葉が囲んでいる。また、同勲章を象った布製の徽章が存在した。

## 概要
当初、突撃隊体力検定章は、1933年11月28日に、当時の突撃隊幕僚長であるエルンスト・レームによって突撃隊内で独自に発行されていた。1935年まで銅章のみ発行されていたが、1935年2月15日のアドルフ・ヒトラーの布告によって検定章が公式に認められた。その後、金・銀・銅の3等級に区分され新たに発行され、軍人、警官や他の党組織の隊員にも授与された。
元来、体力検定章の等級は、それぞれの身体能力の熟練度に基づいて授与されていたが、1936年には、合格点数の加算制に変更された。1937年には、検定章の受章条件が厳しくなり、受章するためには毎年の体力試験に合格する必要があった。

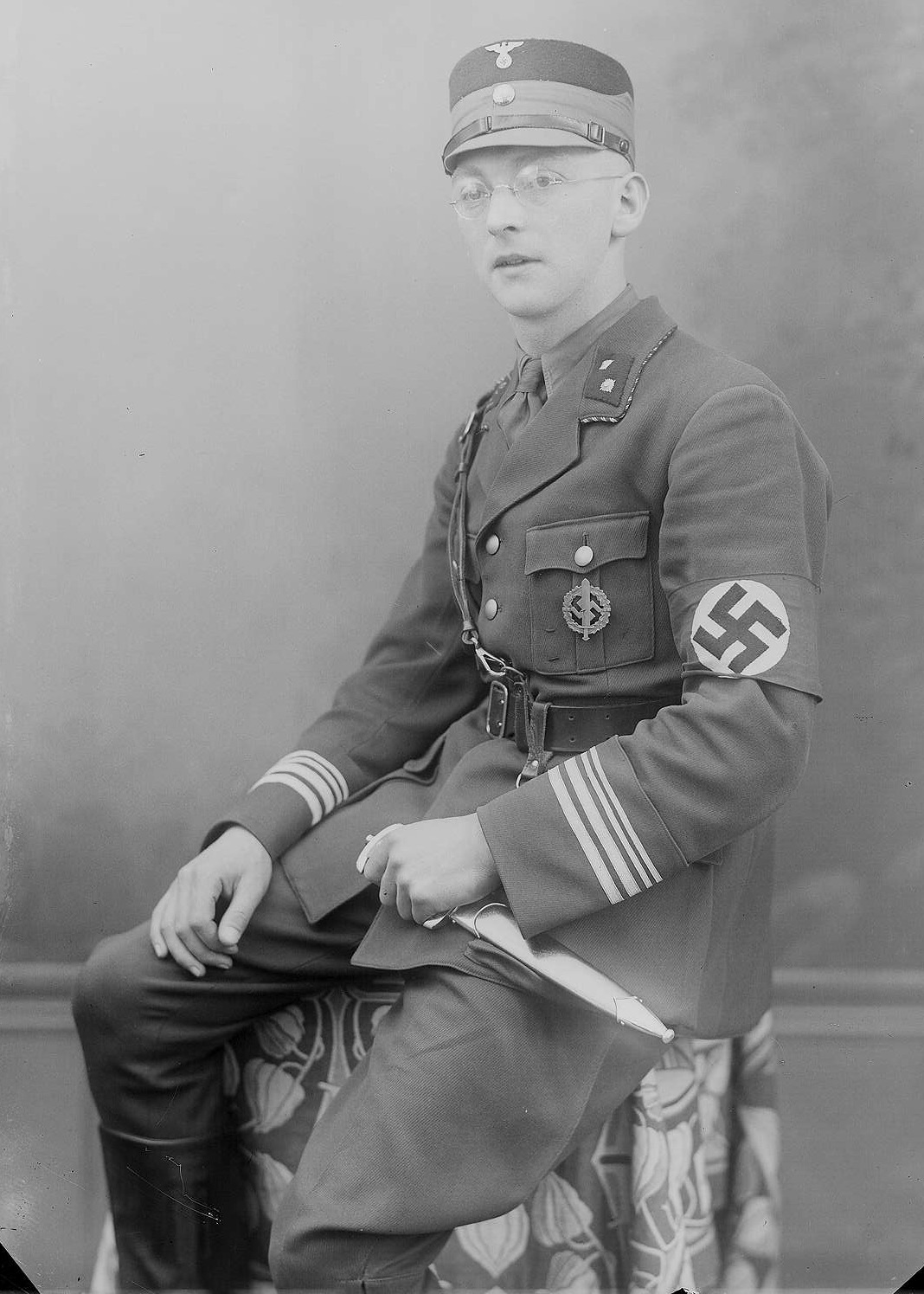
SA体力検定章を身に着けるSA小隊指導者

1939年1月19日、ヒトラーの布告により検定章は『突撃隊体力検定章（SA-Sportabzeichen）』から『突撃隊防衛章（SA-Wehrabzeichen）』と改称された 。ヒトラーは、16歳以上のすべての青年層に受章を競うように推奨しており、年配の軍人などにも受章を勧めていた。この体力検定章は、国防軍が軍服に身に着けることを許可した数少ない政治的装飾の1つであった。
1936年12月までに約100万人に授与され、1943年末までに約250万人以上が授与された。
体力試験は、一般体力試験、軍事的教練、農業活動の3部門に分けられていた。また、検定章は一級鉄十字章の下に取り付るように規定されていた。

## 武装親衛隊の体力検定章

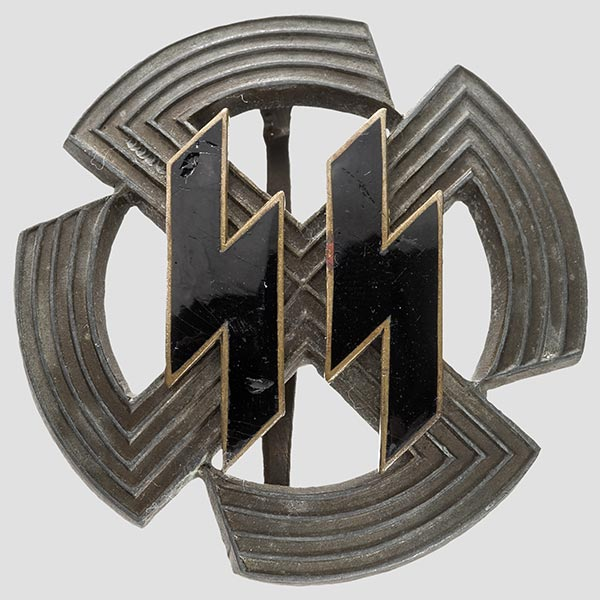
民族ドイツ人
ルーン検定章（銀章）

1943年までに、武装親衛隊の外人部隊のために同様の体力検定章が制定された。『民族ドイツ人ルーン検定章（Germanische Leistungsrune）』と名付けられたこの検定章は、突撃隊体力検定章と同様の体力試験を行い、金・銀の2等級で発行された。

## 受章条件[9]
- 銅章 ― 理論および実践的な体力試験に合格した者に授与された。
- 銀章 ― 銅章を5年間所有し、年間の試験の参加日数を満たし、年齢35歳以上の者に授与された。
- 金章 ― 銀章を6年間所有し、年間の試験の参加日数を満たし、年齢40歳以上の者に授与された。